# Fritz Viehweg

Fritz Viehweg

Ernst Fritz Viehweg (* 3. März 1880 in Dresden; † 30. Juni 1929 in Leipzig) war ein deutscher Schauspieler, Regisseur und Theaterdirektor.

## Leben
Der Sohn des gelernten Zimmermanns und späteren Bauunternehmers Friedrich Hermann Viehweg (1838–1909) und dessen Ehefrau Amalie Therese, geb. Rüssel (1843–1906), wuchs mit seinen Geschwistern, zu denen der akademische Bildhauer Ernst Hermann Viehweg (* 21. September 1874 in Dresden) gehörte, in Dresden auf, wo er sich zum Schauspieler ausbilden ließ und erste Bühnenerfahrungen sammelte.
1903 holte ihn Anton Hartmann als Regisseur an sein Privattheater Leipziger Schauspielhaus, dem Viehweg ab 1911 als künstlerischer Leiter vorstand. Unter seiner Ägide wandelte sich das einstige Vaudeville-Theater zu einer avantgardistischen Bühne, auf der zahlreiche moderne Stücke ihre Uraufführung erlebten.
Nach Hartmanns Tod im Jahre 1912 übernahm Fritz Viehweg die Leitung des Theaters. Nun wurde das Leipziger Schauspielhaus endgültig zur Heimstätte der jungen Literatur und zur literarischen Experimentierbühne: Stücke von Gerhart Hauptmann, Frank Wedekind, Max Dauthendey, Herbert Eulenberg, Lew Tolstoi und August Strindberg wurden bereits in der ersten Spielzeit seiner Intendanz aufgeführt.
Die schwierigen Jahre des Ersten Weltkrieges und der Nachkriegszeit bewältigten Viehweg und sein damaliger Verwaltungsdirektor Wilhelm Berthold durch die Gründung der Leipziger Theatergemeinde, „die mit der Ausgabe von Anteilscheinen den Fortbestand der Bühne sicherte.“ Zu wichtigen Einnahmequellen für das Privattheater wurden zudem die von Bernhard Wildenhain alljährlich inszenierten Sommerschwänke und Weihnachtsmärchen, die stets für volle Häuser und Kassen sorgten.
Zum 25-jährigen Jübiläum des Theaters schrieb Hanns Johst 1927 über Fritz Viehwegs Direktorat:

„Fritz Viehweg also ist und bleibt für mich einer der instinktsichersten Männer, die das deutsche Theater heute besitzt. In der Regie von äußerster Sensibilität, mit begabtesten Ohr für Gewachsenes und Notwendiges, dabei Humor! Ich glaube ungefähr alle deutschen Theater zu kennen, nirgends wieder fand ich ein solch patriarchalisches Verhältnis zwischen Ensemble und Direktion.“

Fritz Viehweg, der 1912 die Schauspielerin Gertrude Langfelder geheiratet hatte, aus deren Ehe zwei im II. Weltkrieg gefallene Söhne stammten, wurde durch einen Schlaganfall dem Theaterschaffen entrissen.
Seine Urne wurde später im Grab seiner Frau auf dem Friedhof von Biesenthal beigesetzt.